# Реффі Кессіді
Реффі Кессіді (англ. Raffey Cassidy; нар. 12 листопада 2001) — британська акторка. Відома ролями у фільмах «Білосніжка та мисливець» (2012), «Містер Селфрідж» (2013), «Земля майбутнього: Світ за межами» (2015) та «Убивство священного оленя» (2017).

## Фільмографія
| Рік  |    | Українська назва                       | Оригінальна назва                               | Роль                                                           |
| ---- | -- | -------------------------------------- | ----------------------------------------------- | -------------------------------------------------------------- |
| 2009 | тф | Іспанка: жертви пандемії грипу         | Spanish Flu: The Forgotten Fallen               | Еллен                                                          |
| 2011 | с  |                                        | 32 Brinkburn Street                             | Нора (5 епізодів)                                              |
| 2012 | ф  | Похмурі тіні                           | Dark Shadows                                    | юна Анжеліка Бушард                                            |
| 2012 | ф  | Білосніжка та мисливець                | Snow White & the Huntsman                       | юна Білосніжка                                                 |
| 2013 | кф | Звір                                   | The Beast                                       | Міа                                                            |
| 2013 | с  | Містер Селфрідж                        | Mr Selfridge                                    | Беатріс (9 епізодів)                                           |
| 2015 | ф  | Моллі Мун і чарівний підручник гіпнозу | Molly Moon and the Incredible Book of Hypnotism | Моллі Мун                                                      |
| 2015 | ф  | Земля майбутнього: Світ за межами      | Tomorrowland                                    | Афіна                                                          |
| 2015 | кф | Іржа                                   | Rust                                            | Джорджі                                                        |
| 2016 | кф | Лист Міранди                           | Miranda's Letter                                | Міранда                                                        |
| 2016 | ф  | Шпигуни-союзники                       | Allied                                          | Анна Ватан                                                     |
| 2017 | ф  | Убивство священного оленя              | The Killing of a Sacred Deer                    | Кім Мерфі                                                      |
| 2018 | ф  | Голос люкс                             | Vox Lux                                         | юні Селеста і Альбертіна                                       |
| 2019 | ф  | Інакше ягня                            | The Other Lamb                                  | Села                                                           |
| 2022 | ф  | Білий шум                              | White Noise                                     | Деніс                                                          |
| 2023 | мф | Королівство Кенсуке                    | Kensuke's Kingdom                               | Бекі (озвучення)                                               |
| 2024 | ф  | Бруталіст                              | The Brutalist                                   | Софія                                                          |
| 2024 | с  | Секретний рівень                       | Secret Level                                    | Фелісіті Каро (епізод "The Outer Worlds: The Company We Keep") |